# 大衛·希爾
大衛·勞倫斯·希爾（英語：David Lawrence Hill，1919年11月11日—2008年12月14日）是一位美国核物理学家，曾在第二次世界大战期間參與曼哈顿计划，並擔任美國科學家聯盟主席，他最為知名的事蹟是在1959年的聽證會上反對刘易斯·斯特劳斯出任美國商務部部長。

## 早年生活
希尔生于密西西比州布恩維爾。
1942年，希爾從加州理工學院畢業，隨後加入芝加哥大学冶金实验室恩里科·费米的團隊，並且參與建造芝加哥1号堆。1945年，他與其他69位科學家共同簽署西拉德請願書，他們要求哈里·S·杜鲁门總統應該先警告日本然後再朝他們丟原子彈。

## 戰後事業
戰後他於1951年獲得普林斯顿大学核物理博士學位，他的博士生导师是約翰·惠勒。希爾曾擔任范德堡大学的助理教授，1954年至1958年期間擔任洛斯阿拉莫斯国家实验室的理論物理學家。
1959年，希爾擔任美國科學家聯盟主席。當時德怀特·艾森豪威尔總統正準備提名劉易斯·史特勞斯出任美國商務部部長，他前往美国参议院商務委員會參與提名聽證會，他在聽證會上反對史特勞斯出任美國商務部部長。他表示“這個國家的大多數科學家都希望看到史特勞斯先生能完全離開政府”。希爾指責史特勞斯缺乏誠信、傲慢而且還會報復他人。希爾還提到史特勞斯曾於1949年反對向挪威运送放射性核素以及曾推動奥本海默安全许可听证会的召開，讓罗伯特·奥本海默的安全許可證被剝奪。希爾的發言最終導致參議院否決了艾森豪威尔的提名。

## 晚年
希爾後來在私營部門工作，他創立了一些公司，其中就包括高精度測量設備製造商Nanosecond Systems Inc.，他還擔任Harbor Research Corp.的總裁，這是一家專利以及投資公司。

## 个人生活
1950年12月31日，希爾與瑪麗·沙多結婚，兩人育有七名子女。2008年12月14日，希爾在紐約州布萊頓去世，享年89歲。